# Siódmy papirus
Siódmy papirus (The Seventh Scroll) – powieść przygodowa Wilbura Smitha z 1995 roku, zaliczana do tzw. egipskiego cyklu powieściowego tego autora.

## Treść
Akcja toczy się w połowie XX wieku. Angielski arystokrata i poszukiwacz przygód Nicholas Quenton-Harper oraz piękna archeolog Royan Al Simma poszukują grobowca faraona Mamose sprzed czterech tysięcy lat. Kluczem do lokalizacji grobowca jest jeden z siedmiu papirusów spisanych przez nadwornego skrybę Taitę. Niestety – grobowca i znajdujących się w nich skarbów poszukuje też bogaty niemiecki kolekcjoner, który nie zawaha się zlikwidować każdego, kto stanie na jego drodze.

## Wydania przekładu polskiego[3]
- Wydawnictwo "Prima" – Warszawa 1997, 1998
- Wydawnictwo Albatros – Warszawa 2004, 2006, 2013, 2016